# 弗朗西斯·K·布塔吉拉
弗朗西斯·K·布塔吉拉（1942年11月22日—）是烏干達外交官，哈佛大學校友。